# Никки Тайлер
Никки Тайлер (англ. Nikki Tyler, настоящее имя — Николь Мэдисон, англ. Nicole Madison, род. 4 декабря 1972, Беркли, Калифорния, США) — бывшая американская порноактриса, наиболее известная ролями 1990-х годов, Penthouse Pet в декабре 1995 г.

## Карьера
В декабре 1995 года стала «киской месяца» журнала Penthouse. После контракта с Vivid Entertainment снималась для таких студий, как Wicked Pictures и Adam & Eve. Согласно IAFD, её последняя роль была в 2003 году.

## Личная жизнь
В 21 год вышла замуж за мужчину, который работал в газетном киоске. Будучи замужем, также состояла за кадром в лесбийских отношениях с порноактрисой Дженной Джеймсон. Пара прожила вместе несколько лет, прежде чем они расстались. Джеймсон продолжала видеться с Тайлер даже в тот период, когда увлеклась Джеем Грдиной. Тайлер ушла из индустрии в начале 2000-х. С 2004 года она живёт с мужем и дочерью в Калифорнии.